# Wahlen in Eswatini 2018
Die Wahlen in Eswatini 2018 fanden am 18. August 2018 und am 21. September 2018 im Königreich Eswatini statt. Gewählt wurden 59 Abgeordnete des House of Assembly („Versammlungshaus“), das Unterhaus des eswatinischen Parlaments, sowie lokale Vertreter. Die Wahlen waren wie schon die vorigen Wahlen in Eswatini umstritten, da Parteien daran nicht teilnehmen durften. Die letzten Wahlen hatten 2013 stattgefunden.

## Ausgangslage
König Mswati III. regierte als absoluter Herrscher. Das House of Assembly hatte nur eingeschränkte Rechte. Der Premierminister wurde vom König ernannt, der überwiegend mit Hilfe von Dekreten regierte. Der Status politischer Parteien in Eswatini war unklar; Kandidaten durften sich nur als Unabhängige bewerben. Die letzte Parlamentswahl fand 2013 statt, die Legislaturperiode dauerte wie üblich fünf Jahre. Die Wahlen fanden gemäß der 2005 eingeführten Verfassung statt.
Wähler konnten sich ursprünglich zwischen dem 13. Mai und dem 17. Juni 2018 registrieren lassen. Das Mindestalter betrug 18 Jahre. 526.073 Wahlberechtigte – angeblich rund 87 Prozent der über 18-Jährigen – wurden nach Angaben der Wahlkommission bis zum Stichtag registriert. Trotzdem wurde die Frist um elf Tage verlängert. 2013 hatten sich laut Angaben der Wahlkommission 69 Prozent der Wahlberechtigten registrieren lassen. Die Communist Party of Swaziland (CPS) rief die Wahlberechtigten zu einem Boykott der Wahl auf. Boykottaufrufe kamen auch aus mehreren Ortschaften, deren Bewohner sich durch den Neuzuschnitt von Wahlkreisen benachteiligt fühlten. Nach Angaben einer von Oppositionellen betriebenen Website wurden verarmten Bewohnern Lebensmittel geschenkt, wenn sie sich registrieren ließen. Die Swazi Democratic Party (SWADEPA) rief im Juli 2018 das Gericht an, um eine Teilnahme von Parteien zu erwirken. Nachdem sie aus formalfuristischen Gründen abgewiesen worden waren, fand im August eine Anhörung statt.
Seit 2018 gibt es in Eswatini erstmals 59 statt wie bisher 55 Wahlkreise (Tinkhundla, Singular Inkhundla), 15 in Hhohho, 11 in Lubombo, 18 in Manzini und 15 in Shiselweni. Sie sind in über 300 Chiefdoms (Imiphakatsi; Singular Umphakatsi) unterteilt, die meist lokalen traditionellen Herrschern zugeordnet sind. Die Städte Manzini und Mbabane sind in zehn wards bzw. 16 zones unterteilt, die in der Zahl der Chiefdoms enthalten sind. Neben den Parlamentariern wurden der Constituency Headman (Indvuna; etwa: „Wahlkreisvorsitzender“) und das Constituency Executive Committee (Bucopho; etwa: „Wahlkreisvorstand“) gewählt.

## Ablauf
Für die Wahlen ist seit 2008 die Elections and Boundaries Commission (EBC, etwa: „Wahl- und Grenzkommission“) verantwortlich. Am 28. und 29. Juli 2018 erfolgten die Nominierungen zur Vorwahl in den Chiefdoms. Je Chiefdom wurden drei bis 20 Kandidaten bei einer öffentlichen Versammlung nominiert, indem auf sie gezeigt wurde, sie der Nominierung dann zustimmten und sich schließlich mindestens zehn Anwesende für den Kandidaten aussprachen. Am 14. August fand ein special voting für Wähler statt, die nicht an den Versammlungen teilnehmen konnten, etwa für Personen mit Wohnsitz im Ausland.
Bei den Vorwahlen am 18. August 2018 wurde je Chiefdom jeweils ein Kandidat für das House of Assembly und für die Position des Constituency Headman nach dem Mehrheitswahlrecht in geheimer Wahl bestimmt. Die Kandidaten durften laut Verfassung nicht als Parteipolitiker auftreten. Die Mitglieder der Bucopho wurden bereits bei den Vorwahlen gewählt. Die Vorwahlen dauerten von 7:00 bis 19:00 Uhr.
Die in der Vorwahl erfolgreichen Kandidaten für Parlament und Indvuna durften erst nach den Vorwahlen ihre Wahlkampagne beginnen. Dabei durften sie auch politische Themen ansprechen.
Am 17. September konnten Wähler bei einem weiteren special voting ihre Stimme für die Vorwahlen abgeben. Am Freitag, den 21. September 2018, fanden die eigentlichen Parlamentswahlen und Wahlen zum Indvuna statt. Kandidaten waren die Gewinner der Vorwahlen. Die Wahlen waren ebenfalls geheim und dauerten von 7:00 Uhr bis 19:00 Uhr. Nur der Kandidat mit der höchsten Stimmenzahl innerhalb der Inkhundla erhielt ein Mandat im House of Assembly. Zusätzlich wurden bis zu zehn Mitglieder vom König bestimmt. Der Attorney-General erhielt verfassungsgemäß ebenfalls ein Mandat.
Mehrere internationale Delegationen nahmen als Wahlbeobachter teil, darunter eine Delegation der Afrikanischen Union, die vom ehemaligen Präsidenten der Seychellen, James Alix Michel, angeführt wurde.

## Ergebnisse
An der 1. Runde nahmen 156.983 Wähler teil, deutlich weniger als bei den letzten beiden Wahlen.
In der zweiten Runde der Wahlen verloren zwei Minister ihre Parlamentssitze und folglich ihre Kabinettsposten.
Im Januar 2019 waren nach Angaben von Swazi Media Commentary noch nicht alle Ergebnisse veröffentlicht.

## Rezeption
Die Beobachterkommission der AU verlangte am Tag nach der zweiten Runde, dass politische Parteien an den Abstimmungen teilnehmen dürften und dass auch vor der zweiten Runde Wahlwerbung betrieben werden dürfe.